# Ebelsberg

Blick auf Ebelsberg von Linz kommend (2005)

Ebelsberg ist ein südlich der Traun gelegener Stadtteil von Linz. Ebelsberg war bis zu seiner Eingemeindung nach Linz im Jahr 1938 eine eigene Marktgemeinde. Der Stadtteil umfasst die Katastralgemeinden Ebelsberg, Wambach und Mönchgraben und einen Teil von Ufer. In diesem Stadtteil gibt es mehrere Konskriptionsgemeinden.

## Geografie

### Geografische Lage und Nachbargemeinden
Der Stadtteil Ebelsberg liegt im Süden der oberösterreichischen Landeshauptstadt Linz und grenzt im Norden an die Stadtteile Neue Heimat und Kleinmünchen-Auwiesen, im Osten an den Stadtteil Pichling, im Westen an die Gemeinde Ansfelden und im Süden an die Gemeinde Sankt Florian.
Der dem Stadtteil seinen Namen gebende Ortsteil liegt auf einer Anhöhe am rechten Ufer der Traun.

### Flüsse und Gewässer
Ebelsberg wird im Norden durch den Fluss Traun begrenzt. Weitere Gewässer sind der Aumühlbach und der Wambach.

## Geschichte

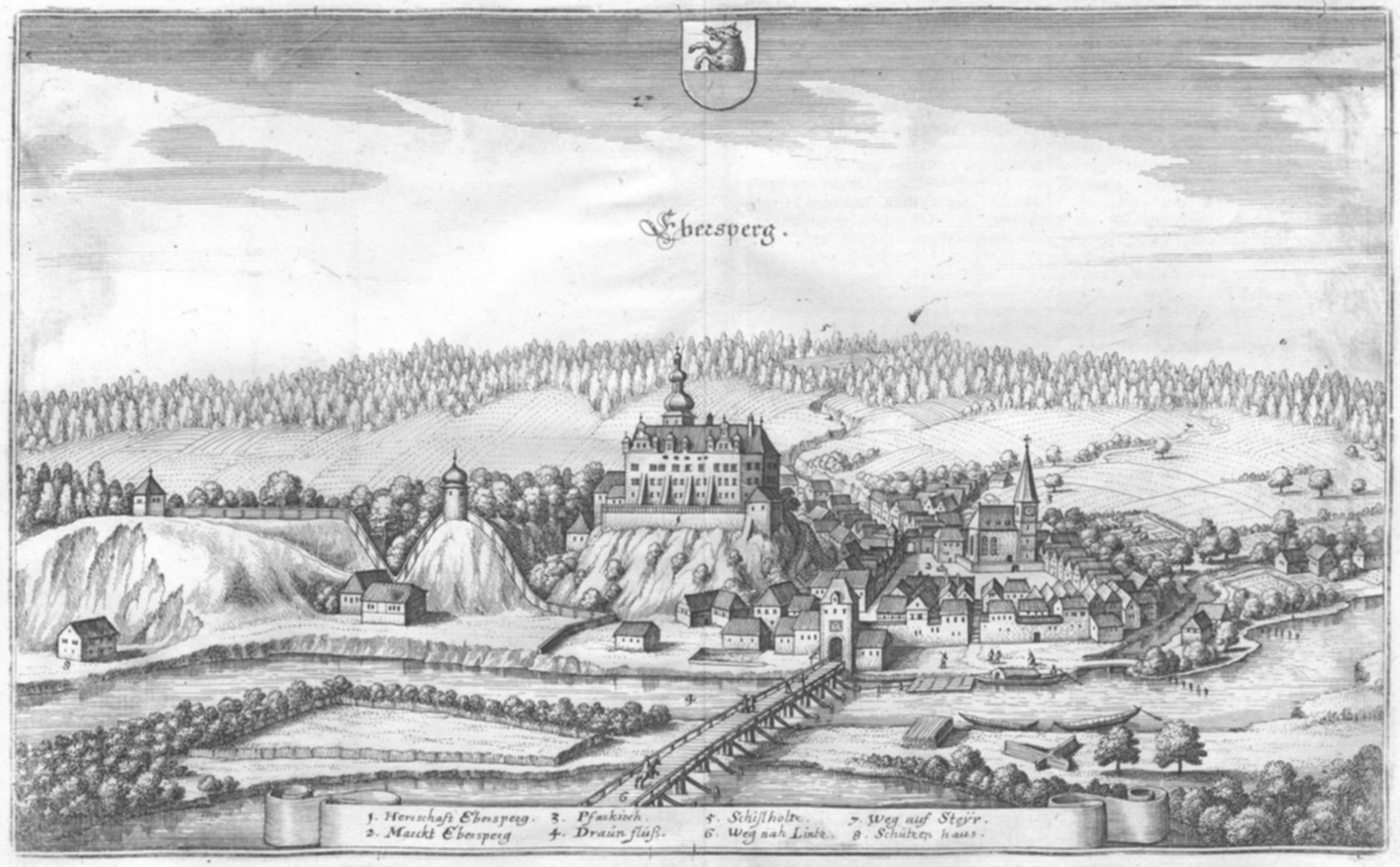
Ebelsberg in der Topographia Provinciarum Austriacarum von Matthäus Merian, 1679

Bedingt durch die geographische Lage hat Ebelsberg eine bis in die Zeit der Siedlungsentstehung zurückreichende Wehr- und Brückenfunktion. Urgeschichtliche Funde vom Mönchgraben, aus Fischdorf, von der Traunmündung und vom Wachtberg lassen auf eine Besiedelung bis in die Jungsteinzeit schließen.
Auch zur Römerzeit dürfte Ebelsberg ein wichtiger Traunübergang gewesen sein. Von der nördlichen Binnenstraße, welche von Lauriacum (Enns) auf der Trasse der heutigen Traundorferstraße – Ebelsberger Schloßweg – Wienerstraße – Flötzweg nach Ovilava (Wels) führte, bestand ein Verkehrsweg zum Kastell Lentia (Linz).
Die erste urkundliche Nachricht von einer geschlossenen Siedlung finden wir in einer Stiftsurkunde des Bischofs Altmann von Passau mit der Jahreszahl 1071.
Ebilspeh oder Ebersberg – wie Ebelsberg in früheren Zeiten geheißen hat – hat keine eindeutige Entstehungsgeschichte. Einer umstrittenen erstmaligen Erwähnung des heutigen Ebelsberg als „Eperaespurch“ in der Raffelstettener Zollordnung um das Jahr 905 folgte im Jahr 1071 eine eindeutige Erwähnung als „Ebilsperch“ in einer Urkunde des Bischofs Altmann. In der Mitte des 13. Jahrhunderts könnte Ebelsberg bereits ein Markt gewesen sein. Eine schriftliche Niederlegung des Marktrechts finden wir 1439 durch den Pfleger Viqulenes von Volkenstorf. In diese Zeit fällt auch die älteste Beschreibung des Schlosses. Das Marktwappen von Ebelsberg wurde vom Bischof von Passau verliehen.
Schloss Ebelsberg wechselte oft den Besitzer. Vom Stift Kremsmünster angefangen, war es nach einer längeren Verfallsperiode in passauerischem Besitz. 1396 erwarb Heinrich VI. von Walsee für kurze Zeit das Schloss, das später wieder in den Besitz der Passauer Bischöfe kam.
Die Geschichte des Marktes war immer auf das engste mit dem Schloss verbunden. So war Ebelsberg auch Hauptlager der Bauern im blutigen Oberösterreichischen Bauernkrieg, der im Land ob der Enns 1626 entbrannte.
Während der Napoleonischen Kriege erlangte der Vorort durch die Schlacht bei Ebelsberg am 3. Mai 1809 weltgeschichtliche Bekanntheit. Nach vorhergehenden kriegerischen Auseinandersetzungen mit den Franzosen unter Kaiser Napoleon, versuchte sich die österreichische Armeegruppe Hiller am Morgen des 3. Mai 1809 von Linz über die Traunbrücke in Ebelsberg Richtung Enns abzusetzen. Durch die nachfolgenden französischen Truppen kam es am Brückenkopf zur Konfrontation. In der Folge entwickelte sich ein Gefecht, das ca. 12.000 Mann das Leben oder die Gesundheit kostete. Nach zähen Kämpfen u. a. auch auf der Brücke über die Traun – im damals Hochwasser führenden Fluss ertranken viele Soldaten beider Seiten – wurde der Ort durch die französischen Truppen und Truppen des Rheinbunds eingenommen. 1.000 Mann verbrannten in der Gluthölle von Ebelsberg. 60 Häuser, das Schloss und die Pfarrkirche wurden zerstört.
An einem Haus am Marktplatz ist noch heute eine Kanonenkugel aus dieser Zeit in einer Hausmauer eingelassen. Die Denkmäler am Fadingerplatz und im Schlosspark sowie Inschrifttafeln am ehemaligen Gemeindehaus und am Marktbrunnen legen heute noch Zeugnis ab von diesem Ereignis. Ebenso erinnern eingemauerte Kanonenkugeln an einigen Hausfassaden an diesen Tag.
Das Kaiserhaus Österreich verkaufte die Herrschaft Ebelsberg im Jahre 1825 an Baron Karl Theodor, Ritter von Kast.
Eine wichtige Rolle in der Geschichte spielte die Familie Kast, welche das Schloss 1825 erwarb. An den Namen der Freiherrenfamilie erinnern heute noch die sogenannten „Kast-Gründe“, eine Wohnanlage südöstlich des Ortsteils Ebelsberg.

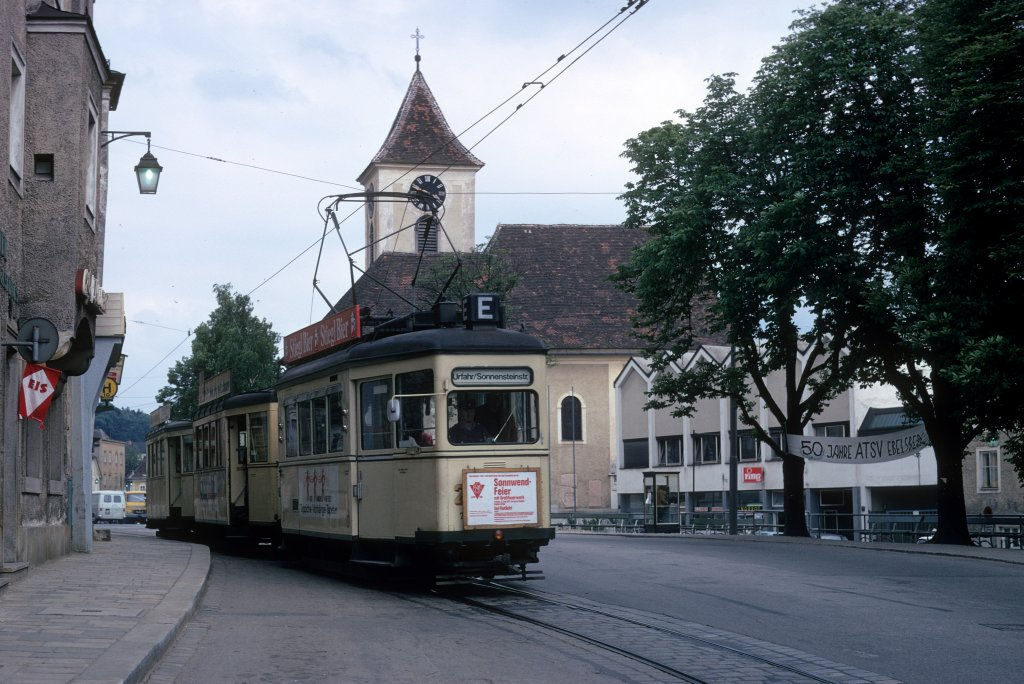
Straßenbahn in Ebelsberg (1971)

Am 1. November 1938 wurde Ebelsberg nach Linz eingemeindet.
Bis Dezember 1973 verband die Straßenbahnlinie E Ebelsberg mit dem Stadtzentrum und nur einen Monat später wurde auch noch die Florianerbahn eingestellt. Infolge der wachsenden Bautätigkeit ab Mitte der achtziger Jahre auf den Kastgründen und in den neunziger Jahren im Ennsfeld wurde die Straßenbahnverbindung nach Ebelsberg wieder aufgebaut und 2002 eröffnet, während ein Teil des stark angewachsenen Individualverkehrs über die ebenfalls neu errichtete Umfahrung Ebelsberg umgeleitet wurde. 2005 wurde eine weitere Straßenbahnverlängerung in die sogenannte SolarCity Linz Pichling in Betrieb genommen, womit ein neuer, schnell wachsender Stadtteil an der Peripherie erschlossen wurde. Mittelfristig wird an eine weitere Streckenverlängerung in Richtung Pichlinger See in Verbindung mit dem Bau eines Umsteigeknotens gedacht. Durch die Abriss-Arbeiten von den 1930er-Jahren bis in die Gegenwart wurden historische Gebäude für den Durchgangsverkehr geopfert.

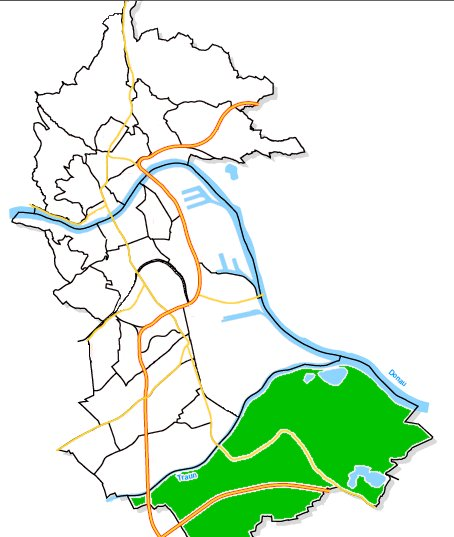
Ausdehnung bis 2013

Im Zuge der Neugliederung der statistischen Bezirke von 1. Jänner 2014 (Beschluss des Stadtsenates vom September 2013) wurde aus dem östlichen Teil Ebelsbergs der neue Bezirk Pichling gebildet. Die Fläche Ebelsbergs verringerte sich damit von 2581,3 Hektar auf 1291,2 Hektar.
Am 29. August 2016 wurde in den Traunauen von Münzsuchern eine 250-kg-Fliegerbombe aus dem Zweiten Weltkrieg gefunden und Tags darauf gesprengt.

### Wappen
Blasonierung: „Geteilt von Silber und Blau, oben ein wachsender steigender roter Wolf, einen silbernen Fisch in den Vordertatzen haltend, unten in Blau ein goldener Dreiberg.“ – In früheren Jahrhunderten enthielt das Wappen nur Teilung und Wolf.

### Bürgermeister von Ebelsberg
- 1850–1858 Franz Seiberl
- 1858–1873 Josef Mathe
- 1873–1876 Elias Prillinger
- 1876–1879 Josef Mathe
- 1879–1882 Baron Lewellyn von Kast
- 1882–1894 Josef Breslmayr
- 1894–1906 Wilhelm Wessely
- 1906–1919 Rudolf Postl, CS
- 1919–1924 Kajetan Strobl
- 1924–1929 Georg Forstner
- 1929–1934 Johann Hauder, SDAP
- 1934–1938 Rudolf Postl, CS

Am 1. November 1938 wurde durch die Nationalsozialisten die Marktgemeinde Ebelsberg nach Linz eingemeindet.

## Bauwerke

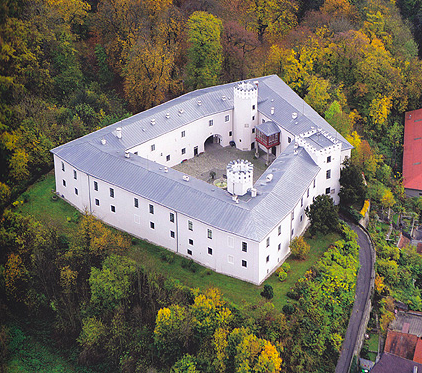
Schloss Ebelsberg

- Schloss Ebelsberg: Auf der dem Stadtteil den Namen gebenden Erhebung gelegen, beherbergte es bis 2020 die Wehrkundliche Sammlung Schloss Ebelsberg mit einer Sammlung neuerer Waffen und Exponaten der k. k. Marine.[11]
- Pfarrkirche Ebelsberg

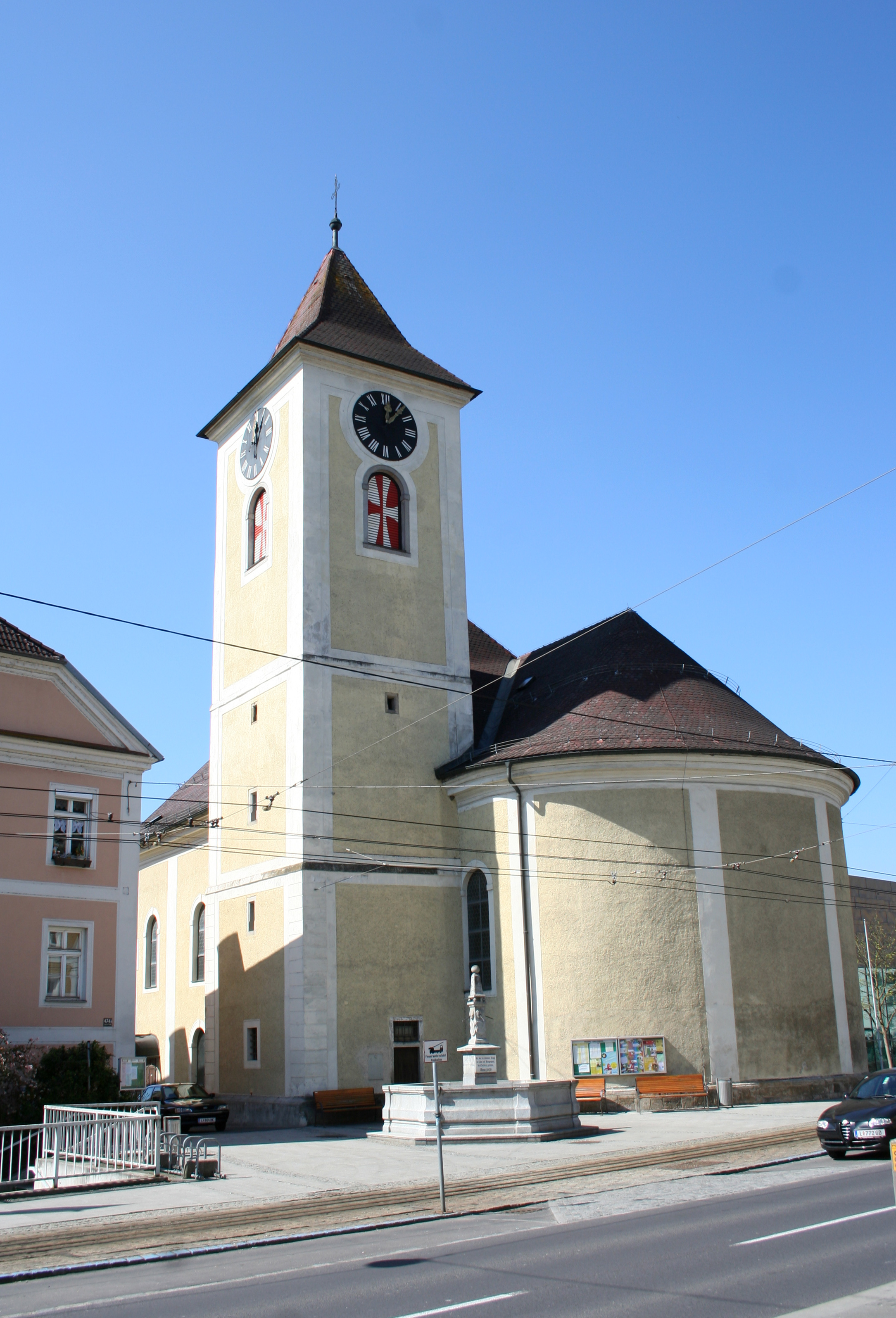
Pfarrkirche Ebelsberg

Ebelsberg hat bedingt durch seinen teilweise noch ländlichen Charakter einige Vierkanthöfe, siehe dazu Liste der Bauernhöfe in Linz#Ebelsberg

## Bildung
In Ebelsberg befinden sich die Neue Mittelschule 23 sowie die Volksschule 23 und die Volksschule 47.

## Persönlichkeiten
Personen mit Bezug zur Gemeinde
- Nanette von Schaden (1763–1834), Pianistin, Komponistin und Sängerin wurde in Ebelsberg geboren.
- Theresia Helm, verheiratete Bruckner (1801–1860), Mutter von Anton Bruckner, lebte ab September 1823 als Hilfsmagd und Wäscherin in Ebelsberg, wo sie am 11. November 1860 verstarb († Ebelsberg Nr. 70).[12]
- Heinrich Larisch von Moennich (1850–1918), der Industrielle und Politiker wurde in Ebelsberg geboren.
- Stefan Fadinger, war Oberhauptmann der aufständischen Bauern im oberösterreichischen Bauernkrieg. Er verstarb am 5. Juli 1626 in seinem Hauptquartier am heutigen Fadingerplatz in Ebelsberg, nachdem er am 28. Juni in der Nähe des Linzer Landhauses angeschossen und schwer verwundet worden war.